# 印度教神廟
印度教神庙是供奉印度教神靈的建築，印度教教徒會來到印度教寺廟祭拜神靈。
印度教寺庙主要位於印度和尼泊尔、孟加拉国、巴基斯坦、斯里蘭卡，以及柬埔寨、越南、马来西亚和印度尼西亚等国家，越南、加拿大、斐濟、法国、圭亚那、肯尼亚、毛里求斯、荷兰、南非、蘇利南、坦桑尼亚、千里達及托巴哥、乌干达、英国、美国和其他拥有大量印度教教徒人口的国家也有一些印度教寺廟。 